# Мис Мартьян
«Мис Мартья́н» — природний заповідник, розташований в Автономній республіці Крим, біля м. Ялта. Заповідник створено з метою збереження у природному стані цінних природних комплексів мису Мартьян, охорони і збереження рідкісних видів рослин і тварин, проведення науково-дослідних робіт.

## Історія
було організовано постановою Ради Міністрів УРСР від 20 лютого 1973 року № 84 на землях Нікітського ботанічного саду. Площа заповідника становить 240,0 га, у тому числі 120,0 га суші і 120,0 га прилеглої акваторії Чорного моря.

## Природні умови
Місце розташування заповідника — це район складних і тривалих геологічних процесів, пов'язаних як з відкладенням осадових порід, переважно вапняків, так і з підняттям земної кори. Внаслідок дії останніх від Нікітського хребта відокремилися уламки вапняків, що опустилися до моря і утворили власне мис Мартьян. В орографічному відношенні він являє собою шлейф, розсічений балками, яругами, що тягнеться від Нікітського хребта до моря і обривається, деінде, високими уступами (до 100—200 м) у море. Заповідник займає нижню частину шлейфа до висоти 250 м над рівнем моря.
За схемою фізико-географічного районування територія заповідника відноситься до Кримського гірсько-лісового краю Кримської гірської ландшафтної країни. Рослинність, за геоботанічним районуванням, належить до Гірськокримського округу Кримсько-Новоросійської провінції Середземноморської лісової області.
Клімат заповідника більш теплий і сухий, ніж на сусідніх територіях, оскільки з півночі він захищений від холодних вітрів близько розташованою Головною грядою, висота якої становить 1200—1400 м н.р.м. Літо тут жарке й сухе, а зима м'яка і волога. Середньорічна температура становить +13,3-13,9°С, середня температура липня — +25 °C, лютого — +4 °C, тобто характеризується відносно невисокою амплітудою коливання. Середньорічна кількість опадів становить 560 мм. Ґрунти коричневі, характерні для субтропіків.

## Біота
Унікальність і наукова цінність заповідника полягає в тому, що тут зберігаються типові природні ландшафти і багатий генофонд флори та фауни середземноморського типу, що пов'язано з його розташуванням на північній межі Середземноморської флористичної області. Акваторія заповідника — одна з небагатьох ділянок, яка збереглася на Південному березі Криму у природному стані, з типовою донною рослинністю, котра відрізняється високим біорізноманіттям.
Прибережно-аквальний комплекс мису Мартьян — резерват генофонду морської флори та фауни. Тут представлено 129 видів водоростей-макрофітів (62 % видів, що відмічені для узбережжя Південного берега Криму), 59 видів та форм діатомових та 65 видів та форм синьо-зелених водоростей. Рідкісними для флори Чорного моря є 52 види, а 2 види занесено до Червоної книги України. Загалом в акваторії заповідника зустрічається понад 200 видів морських тварин — риб, молюсків, ракоподібних та ін.

### Флора
Рослинність заповідника відрізняється від рослинності оточуючих територій тим, що тут трапляються найтиповіші для Криму середземноморські угруповання, котрі добре зберігають риси первинної структури. Загалом рослинність представлена лісами, більшу частину площі яких становлять ліси дуба пухнастого, меншу — рідколісся ялівцю високого і зовсім невелику — сосни кримської. Теплий клімат та достатня кількість опадів сприяють поширенню в них єдиного в Криму вічнозеленого листяного дерева — суничника дрібноплодого та чагарників: чисту кримського, рускусу понтійського, плюща кримського.
Головна цінність заповідника — реліктові ліси з ялівцю високого, які в Україні зустрічаються тільки на Південному березі Криму, де проходить північна межа їх середземноморського ареалу. Ці реліктові угруповання приурочені до нижнього поясу рослинності південного макросхилу Головної гряди. Такі рідколісся піднімаються від узбережжя моря до верхньої межі заповідника і займають типові для них скельні екотопи з погано розвиненими коричневими ґрунтами, непридатними для дуба пухнастого чи грабинника. Вік дерев ялівцю сягає 200 і навіть 500 років, зімкненість крон 0,4-0,6, висота — до 15 м, діаметр покручених стовбурів 30-40 см. У складі такого рідколісся часом співдомінує вічнозелений суничник дрібноплодий. Дерева його ростуть поодиноко або групами на крутих південних схилах. Це світлолюбне дерево, що зберегло реліктові риси вічнозеленої субтропічної флори. Листя його живуть протягом кількох років і опадають влітку, як і червона кора дерева, замість якої щорічно наростає молода зелена. Червона кора виконує роль природного світлофільтру, який захищає нижній зелений шар від шкідливої дії сонячного проміння та надмірної транспірації, особливо в зимовий період, і пропускає промені, що сприяють фотосинтезу. Влітку, коли червона кора облітає, зелений шар молодої кори посилює фотосинтез удвічі. Завдяки такому пристосуванню цей релікт зміг вижити в екстремальних умовах. Чагарникового ярусу в таких лісах немає, або його утворюють як вічнозелені (рускус понтійський, чист кримський, яловець червоний, жасмин кущовий), так і листопадні (скумпія звичайна, в'язіль емероїдний тощо) види. Місцями густі зарості утворює ласкавець кущовий, що був завезений із Середземномор'я і швидко поширюється.
На більш потужних і багатих ґрунтах некрутих (10-20°) схилів та понижень формуються угруповання дуба пухнастого, у яких висота дерев віком 50-60 років сягає 4-8 м, а зімкненість крон — від 0,4 до 0,8. Помітну частку таких угруповань становлять граб східний та фісташка туполиста.
Унікальні угрупування суничника дрібноплодого та фісташки туполистої формують у заповіднику рідкісні рослинні угруповання, що включені до Зеленої книги України.
Флора вищих рослин заповідника налічує 538 видів (понад 19 % флори Криму), з яких 5 видів голонасінних, 530 — покритонасінних і 3 -папоротеподібних. Серед них 40 видів — рідкісні (7 % флори заповідника), у тому числі 38 видів включено до Червоної книги України (ялівець високий, суничник дрібноплодий; фісташка туполиста, анакампіс пірамідальний, лімодорум недорозвинений, ремнепелюстник козячий, булатка довголиста, коручка чемерникоподібна, адіант венерине волосся тощо), 6 — у Червону книгу МСОП, 7 — у Європейський червоний список, 10 — ендеміки Криму, 12 — релікти. У наземній флорі нижчих рослин представлено 35 видів мохоподібних, 259 видів лишайників.

### Гриби
На території заповідника зареєстровано 230 видів макроскопічних грибів, що становить 1/4 частку біорізноманіття макроміцетів Криму. З них понад 20 видів — рідкісні або регіонально рідкісні, 4 види — боровик королівський, клатрус червоний, клаваріодельфус маточковий і гриб-зонтик дівочий включено до Червоної книги України, 3 види — гігрофор сироїжковидний, сироїжки медова та коротконога рекомендовано для включення до її нового, третього, видання.

### Фауна
Тваринний світ заповідника, незважаючи на його невелику площу є досить різноманітним. В цілому на мисі Мартьян відзначено майже 1100 видів тварин. Фауна заповідника включає 18 видів ссавців, 7 видів плазунів, 4 види земноводних, 150 видів птахів (52 % орнітофауни Криму), 70 видів риб, 91 вид молюсків, близько 700 видів комах і ін. Із птахів 89 видів включено до різних природоохоронних списків (82 види — до 2 Додатка Бернської конвенції, 28 — до ЄЕС Директиви про охорону птахів, 14 — до Червоної книги України). Серед рептилій рідкісними є леопардовий полоз, жовтопузий полоз, жовтопузик і кримський гекон — представники реліктової фауни Криму, що включені до Червоної книги України. На території заповідника зустрічаються всі 9 ендемічних підвидів птахів, що живуть на Кримському півострові: сойки, костогриза, синиці чорної, волового очка тощо. Звичайними видами для акваторії заповідника є всі три червонокнижні види чорноморських дельфінів — афаліна, азовка та білобочка. Заповідник є одним з опорних пунктів з вивчення і збереження чорноморських китоподібних.

## Стан охорони біорізноманіття
Заповідник Мис Мартьян — єдиний природний заповідник України, який не має, в порушення Закону «Про природно-заповідний фонд України» свого юридичного статусу, а також рахунку, печатки, директора, бухгалтера, наукового відділу, служби охорони. Він на правах відділу входить до складу Нікітського ботанічного саду.

## Історичне та культурне значення
На території заповідника знаходиться пам'ятник археології місцевого значення «Рускофіль-Кале», який взято під охорону у 1969 році. На прямовисному мисі збереглися залишки кам'яної кладки середньовічної фортеці XIII—XV ст.

## Галерея

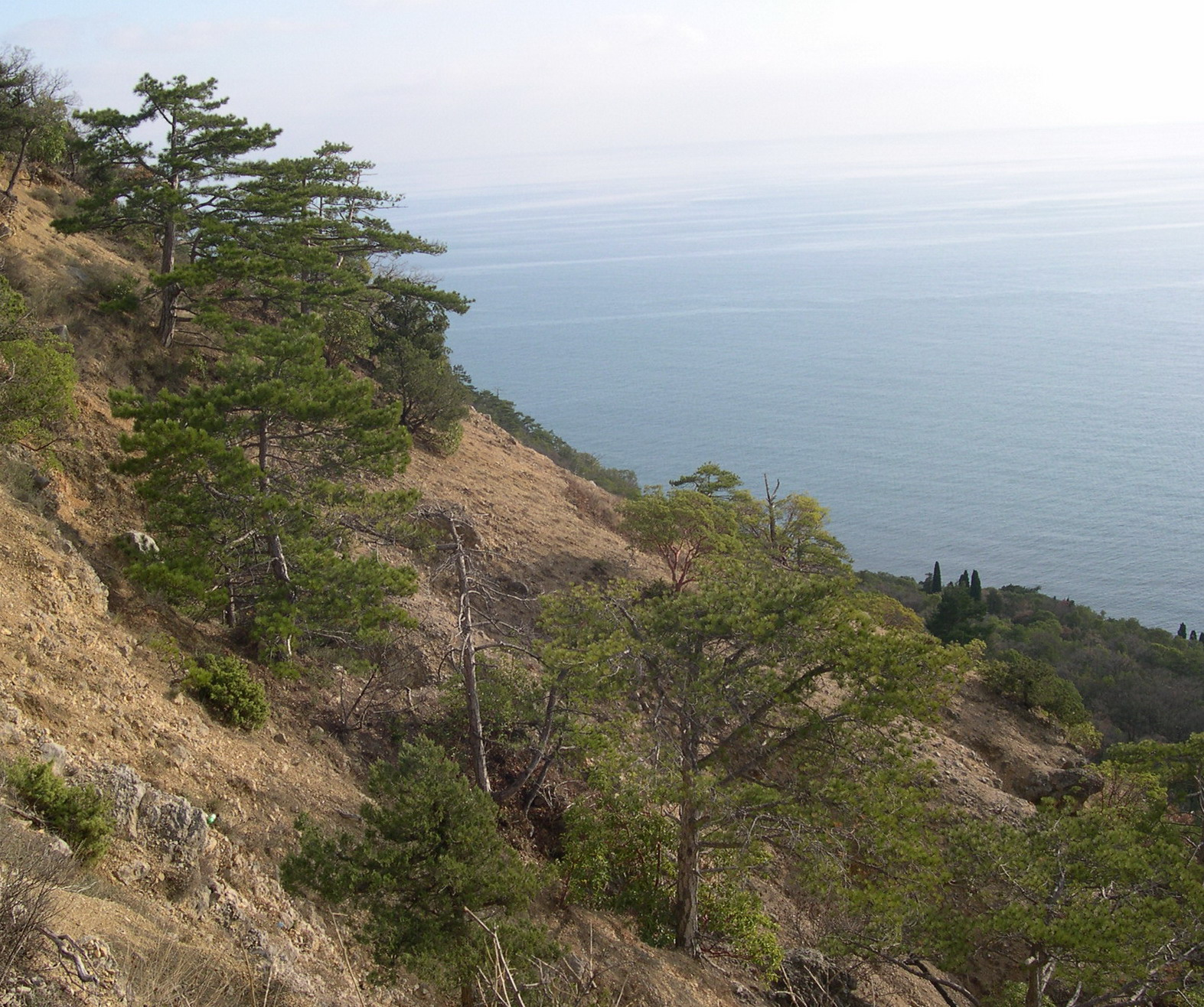
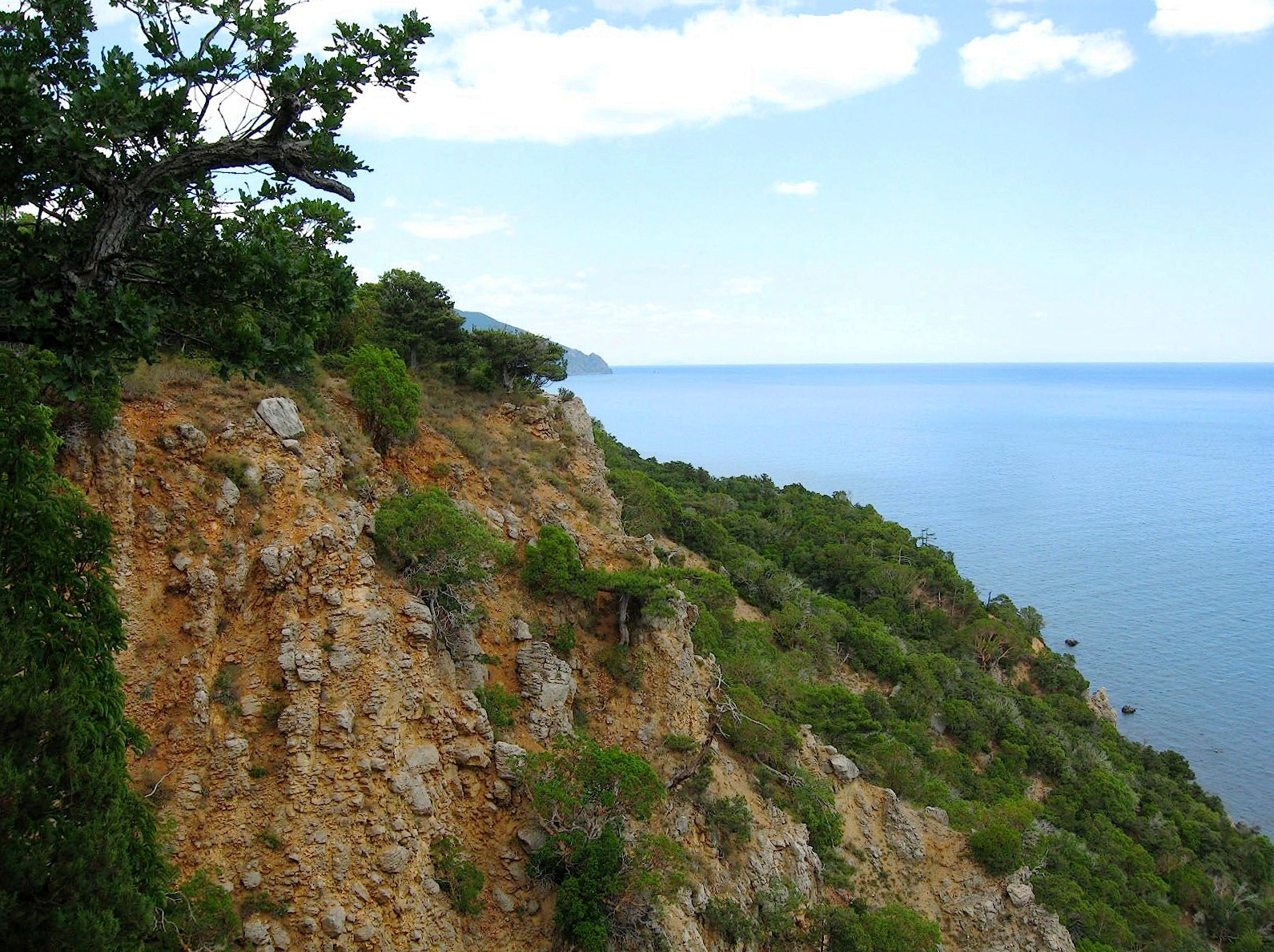
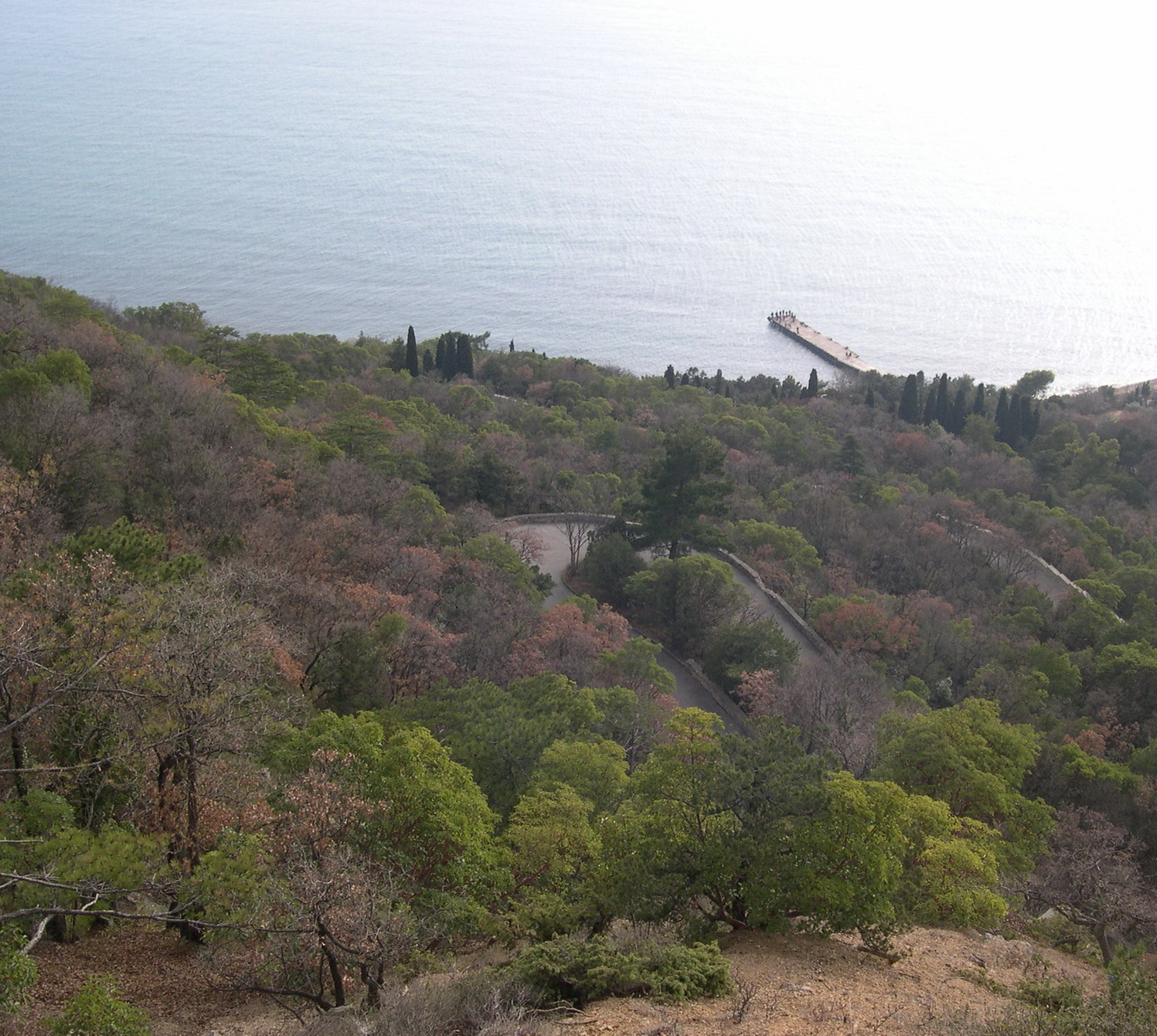

## Ресурси Інтернету
- Інформація на сайті Україна Інкогніта [Архівовано 29 січня 2010 у Wayback Machine.]
- Степи України [Архівовано 17 травня 2014 у Wayback Machine.]

## Виноски
1. ↑  Борейко В. Е., Паламарчук А. О. Заповедники Украины без гламура. Мониторинг нарушений заповедного режима 2003—2013. / Мат. независимого расследования. — К.: КЭКЦ, 2014. — 128 с.
2. ↑  Закон України «Про природно-заповідний фонд України»